# Krywlin
Krywlin, Krzywin (ukr. Кривлин, Krywlin) – wieś na Ukrainie w rejonie kowelskim obwodu wołyńskiego.